# Belgische kampioenschappen atletiek 2011
In 2011 werden de Belgische kampioenschappen atletiek Alle Categorieën gehouden op 23 en 24 juli in het Koning Boudewijnstadion in Brussel.

## Uitslagen

### 100 m
| rang   | atleet             | prestatie |
| ------ | ------------------ | --------- |
| Goud   | Wout Verhoeven     | 10,74 s   |
| Zilver | Jean-Marie Louis   | 10,82 s   |
| Brons  | Francisco Da Silva | 10,86 s   |

| rang   | atlete          | prestatie |
| ------ | --------------- | --------- |
| Goud   | Hanna Mariën    | 11,64 s   |
| Zilver | Olivia Borlée   | 11,71 s   |
| Brons  | Laetitia Libert | 12,08 s   |

### 200 m
| rang   | atleet         | prestatie |
| ------ | -------------- | --------- |
| Goud   | Kevin Borlée   | 20,80 s   |
| Zilver | Antoine Gillet | 21,39 s   |
| Brons  | Wout Verhoeven | 21,76 s   |

| rang   | atlete          | prestatie |
| ------ | --------------- | --------- |
| Goud   | Hanna Mariën    | 23,09 s   |
| Zilver | Olivia Borlée   | 23,58 s   |
| Brons  | Marlien De Jans | 24,49 s   |

### 400 m
| rang   | atleet          | prestatie |
| ------ | --------------- | --------- |
| Goud   | Jonathan Borlée | 45,31 s   |
| Zilver | Nils Duerinck   | 46,80 s   |
| Brons  | Arnaud Destatte | 47,07 s   |

| rang   | atlete          | prestatie |
| ------ | --------------- | --------- |
| Goud   | Wendy Den Haeze | 53,72 s   |
| Zilver | Lyndsy Cosyns   | 54,30 s   |
| Brons  | Elke Bogemans   | 55,00 s   |

### 800 m
| rang   | atleet                | prestatie |
| ------ | --------------------- | --------- |
| Goud   | Pierre-Antoine Balhan | 1.50,38   |
| Zilver | Bert Pluym            | 1.50,62   |
| Brons  | Nicky Coemans         | 1.50,68   |

| rang   | atlete            | prestatie |
| ------ | ----------------- | --------- |
| Goud   | Charlotte Debroux | 2.10,63   |
| Zilver | Mariska Parewyck  | 2.10,87   |
| Brons  | Marlies Schils    | 2.13,06   |

### 1500 m
| rang   | atleet           | prestatie |
| ------ | ---------------- | --------- |
| Goud   | Kim Ruell        | 3.48,07   |
| Zilver | Geoffrey Marrion | 3.49,23   |
| Brons  | Wout Vandegaer   | 3.51,27   |

| rang   | atlete              | prestatie |
| ------ | ------------------- | --------- |
| Goud   | Barbara Maveau      | 4.12,75   |
| Zilver | Valerie Van Bogaert | 4.23,51   |
| Brons  | Eline Deboth        | 4.25,28   |

### 5000 m
| rang   | atleet       | prestatie |
| ------ | ------------ | --------- |
| Goud   | Mats Lunders | 14.09,65  |
| Zilver | Koen Naert   | 14.12,90  |
| Brons  | Sanne Torfs  | 14.16,14  |

| rang   | atlete              | prestatie |
| ------ | ------------------- | --------- |
| Goud   | Sigrid Vanden Bempt | 16.24,13  |
| Zilver | Nathalie Loubele    | 16.43,06  |
| Brons  | Elke Van Hoeymissen | 16.45,70  |

### 10.000 m
| rang   | atleet       | prestatie |
| ------ | ------------ | --------- |
| Goud   | Koen Naert   | 29.15,92  |
| Zilver | Stijn Garain | 29.27,17  |
| Brons  | Mats Lunders | 29.29,57  |

| rang   | atlete              | prestatie |
| ------ | ------------------- | --------- |
| Goud   | Hanna Vandenbussche | 35.38,73  |
| Zilver | Manuela Soccol      | 35.52,88  |
| Brons  | Els Rens            | 36.52,30  |

### 110 m horden/100 m horden
| rang   | atleet          | prestatie |
| ------ | --------------- | --------- |
| Goud   | Quentin Ruffacq | 14,15 s   |
| Zilver | Dries Peeters   | 14,49 s   |
| Brons  | Jeremy Solot    | 14,59 s   |

| rang   | atlete           | prestatie |
| ------ | ---------------- | --------- |
| Goud   | Elisabeth Davin  | 13,28 s   |
| Zilver | Dorien Van Diest | 13,88 s   |
| Brons  | Laura Bonte      | 14,58 s   |

### 400 m horden
| rang   | atleet               | prestatie |
| ------ | -------------------- | --------- |
| Goud   | Vincent Vanryckeghem | 51,18 s   |
| Zilver | Jori Stroobants      | 52,07 s   |
| Brons  | Tim Rummens          | 52,12 s   |

| rang   | atlete                  | prestatie |
| ------ | ----------------------- | --------- |
| Goud   | Madeleine Kaboud Me Bam | 59,85 s   |
| Zilver | Jolien Van Brempt       | 60,50 s   |
| Brons  | Kim Van Hertem          | 60,54 s   |

### 3000 m steeple
| rang   | atleet             | prestatie |
| ------ | ------------------ | --------- |
| Goud   | Krijn Van Koolwijk | 8.51,74   |
| Zilver | Bert Misplon       | 9.08,78   |
| Brons  | Valere Hustin      | 9.11,17   |

| rang   | atlete               | prestatie |
| ------ | -------------------- | --------- |
| Goud   | Anne-Sophie Maréchal | 10.27,89  |
| Zilver | Sofie Picavet        | 10.52,94  |
| Brons  | Evelin Van Havere    | 10.58,80  |

### Verspringen
| rang   | atleet            | prestatie |
| ------ | ----------------- | --------- |
| Goud   | Nicolas Stempnick | 7,49 m    |
| Zilver | Corentin Campener | 7,49 m    |
| Brons  | Cedric Nolf       | 7,33 m    |

| rang   | atlete         | prestatie |
| ------ | -------------- | --------- |
| Goud   | Els De Wael    | 6,14 m    |
| Zilver | Kim Van Hertem | 5,93 m    |
| Brons  | Sanne Moonen   | 5,78 m    |

### Hink-stap-springen
| rang   | atleet            | prestatie |
| ------ | ----------------- | --------- |
| Goud   | Björn De Decker   | 15,23m    |
| Zilver | Benjamin Decloedt | 14,65 m   |
| Brons  | Nicolas Stempnick | 14,39 m   |

| rang   | atlete            | prestatie |
| ------ | ----------------- | --------- |
| Goud   | Jolien Van Brempt | 12,17 m   |
| Zilver | Sietske Lenchant  | 12,14 m   |
| Brons  | Elsa Loureiro     | 11,98 m   |

### Hoogspringen
| rang   | atleet             | prestatie |
| ------ | ------------------ | --------- |
| Goud   | Timothy Hubert     | 2,09 m    |
| Zilver | Vincent Vrijsen    | 2,07 m    |
| Brons  | Alexander Beeldens | 2,04 m    |

| rang   | atlete            | prestatie |
| ------ | ----------------- | --------- |
| Goud   | Hanne Van Hessche | 1,80 m    |
| Zilver | Jolien Borghijs   | 1,68 m    |
| Brons  | Louise Van Eecke  | 1,68 m    |

### Polsstokhoogspringen
| rang   | atleet                  | prestatie |
| ------ | ----------------------- | --------- |
| Goud   | Thomas Van Der Plaetsen | 5,25 m    |
| Zilver | Laurent Vanhees         | 5,00 m    |
| Brons  | Francois Gourmet        | 4,90 m    |

| rang   | atlete            | prestatie |
| ------ | ----------------- | --------- |
| Goud   | Fanny Smets       | 4,05 m    |
| Zilver | Chloé Henry       | 4,00 m    |
| Brons  | Anouk Vercauteren | 3,85 m    |

### Kogelstoten
| rang   | atleet            | prestatie |
| ------ | ----------------- | --------- |
| Goud   | Wim Blondeel      | 17,81 m   |
| Zilver | Jurgen Verbrugghe | 17,45 m   |
| Brons  | Richard Revyn     | 16,50 m   |

| rang   | atlete             | prestatie |
| ------ | ------------------ | --------- |
| Goud   | Annelies Peetroons | 14,29 m   |
| Zilver | Anouska Hellebuyck | 13,99 m   |
| Brons  | Sara Aerts         | 13,28 m   |

### Discuswerpen
| rang   | atleet            | prestatie |
| ------ | ----------------- | --------- |
| Goud   | Philip Milanov    | 51,71 m   |
| Zilver | Edwin Nijs        | 50,55 m   |
| Brons  | Jurgen Verbrugghe | 50,53 m   |

| rang   | atlete             | prestatie |
| ------ | ------------------ | --------- |
| Goud   | Anouska Hellebuyck | 50,94 m   |
| Zilver | Annelies Peetroons | 49,57 m   |
| Brons  | Veerle Blondeel    | 49,20 m   |

### Speerwerpen
| rang   | atleet         | prestatie |
| ------ | -------------- | --------- |
| Goud   | Tom Goyvaerts  | 74,46 m   |
| Zilver | Thomas Smet    | 72,96 m   |
| Brons  | Timothy Herman | 67,73 m   |

| rang   | atlete             | prestatie |
| ------ | ------------------ | --------- |
| Goud   | Melissa Dupré      | 56,00 m   |
| Zilver | Sana Ahmidach      | 42,08 m   |
| Brons  | Carolien Van Royen | 41,82 m   |

### Hamerslingeren
| rang   | atleet             | prestatie |
| ------ | ------------------ | --------- |
| Goud   | Nicolas Pierre     | 65,88 m   |
| Zilver | Walter De Wyngaert | 58,88 m   |
| Brons  | Tim De Coster      | 54,20 m   |

| rang   | atlete            | prestatie |
| ------ | ----------------- | --------- |
| Goud   | Patricia Blondeel | 53,01 m   |
| Zilver | Frederique Neys   | 50,31 m   |
| Brons  | Hamke Vanblaere   | 45,45 m   |

1889 · 
1890 · 
1891 · 
1892 · 
1893 · 
1894 · 
1895 · 
1896 · 
1897 · 
1898 · 
1899 · 
1900 · 
1901 · 
1902 · 
1903 · 
1904 · 
1905 · 
1906 ·
1907 ·
1908 · 
1909 · 
1910 · 
1911 · 
1912 · 
1913 · 
1914 · 
1919 · 
1920 · 
1921 · 
1922 · 
1923 · 
1924 · 
1925 · 
1926 · 
1927 · 
1928 · 
1929 · 
1930 · 
1931 · 
1932 · 
1933 · 
1934 · 
1935 · 
1936 · 
1937 · 
1938 · 
1939 · 
1940 · 
1941 · 
1942 · 
1943 · 
1944 · 
1945 · 
1946 · 
1947 · 
1948 · 
1949 · 
1950 · 
1951 · 
1952 · 
1953 · 
1954 · 
1955 · 
1956 · 
1957 · 
1958 · 
1959 · 
1960 · 
1961 · 
1962 · 
1963 · 
1964 · 
1965 · 
1966 · 
1967 · 
1968 · 
1969 · 
1970 · 
1971 · 
1972 · 
1973 · 
1974 · 
1975 · 
1976 · 
1977 · 
1978 · 
1979 · 
1980 · 
1981 · 
1982 · 
1983 · 
1984 · 
1985 · 
1986 · 
1987 · 
1988 · 
1989 · 
1990 · 
1991 · 
1992 · 
1993 · 
1994 ·
1995 · 
1996 · 
1997 · 
1998 · 
1999 · 
2000 · 
2001 · 
2002 · 
2003 · 
2004 · 
2005 · 
2006 · 
2007 · 
2008 · 
2009 · 
2010 · 
2011 · 
2012 · 
2013 · 
2014 · 
2015 · 
2016 · 
2017 · 
2018 · 
2019 · 
2020 · 
2021 · 
2022 · 
2023 · 
2024